# Laurent Bernard Berlèse
Pour les articles homonymes, voir Berlèse.
L’abbé Laurent Bernard Berlèse (en italien : abate Lorenzo Bernardo Berlese ; 1784-1863) est un botaniste horticulteur italien, spécialiste des camélias.
Né en Italie, c’est à Paris qu'il effectua ses travaux. Sa fortune personnelle lui permit d’installer ses propres serres où il rassembla une collection de quelque 300 espèces et cultivars de camélias. Après la publication de sa remarquable Iconographie, il abandonna l’étude des camélias, céda sa collection à une entreprise horticole et retourna en Italie.

## Œuvres
- Monographie du genre Camellia, ou essai sur sa culture, sa description et sa classification, Paris, Mme Huzard, 1837, 132 p. Google Books
- Iconographie du genre Camellia ou description et figures des Camellia les plus beaux et les plus rares peints d'après nature, Paris, 1839-43, 400 p., 300 pl. coul. MBG Library